# Rosie Douglas
Rosie Douglas właśc. Roosevelt Douglas (ur. 15 października 1941, zm. 1 października 2000 w Portsmouth) – polityk Dominiki.
Douglas od 3 lutego 2000 do swej śmierci pełnił funkcję premiera Dominiki.
Douglas zdobył podczas swej politycznej kariery sławę radykalnego reformatora. W czasie wyborów parlamentarnych, które odbyły się na wyspie 31 stycznia 2000 r. poprowadził Partię Pracy Dominiki do zwycięstwa, odsuwając od władzy Zjednoczoną Partię Pracujących premiera Edisona Jamesa.
Po wyborach Douglas utworzył wespół z umiarkowaną Dominikańską Partią Wolności koalicyjny rząd i 3 lutego objął funkcję premiera. Rozpoczął ambitny program współpracy ze wspólnotami emigrantów z wyspy, podejmując jednocześnie politykę zacieśniania kontaktów z zaprzyjaźnionymi krajami regionu.
Zaledwie osiem miesięcy później Douglas zmarł 1 października 2000 r. w swoim domu w Portsmouth. Dzień wcześniej wrócił z podróży służbowej, w trakcie której odwiedził Australię, Tajwan, Kanadę i Jamajkę szukając inwestorów chętnych do inwestowania na wyspie.